# Banu Kalb
I Banū Kalb (in arabo ﺑﻨﻮ ﻛﻠﺐ‎?, ossia "i figli di Kalb [ibn Wabara]"), furono una tribù di origine sudarabica che, una volta islamizzatasi, s'insediò nelle aree steppose (bādiya) che si stendono fra le regioni siriane e quelle irachene.
Nel corso del X secolo di fatto controllava la Siria settentrionale assieme alla tribù dei Banū Kilāb, ampiamente rinomadizzatasi dopo che il baricentro politico ed economico del Califfato abbaside s'era spostato verso oriente, abbandonando a se stessa la "colpevole" Siria in cui era fiorito il Califfato antagonista, da loro abbattuto, degli Omayyadi.

Tutto ciò agevolò nel secolo successivo, in misura notevole (e spesso sottovalutata dagli storici "occidentalisti" delle Crociate) le successive imprese dei guerrieri cristiani venuti d'oltremare.

## Personaggi rilevanti
L'alleanza tra il clan omayyade e i B. Kalb cominciò col matrimonio contratto da uno dei primi convertiti musulmani, Saʿīd b. al-ʿĀṣ, con la kalbita Hind bint al-Farafiṣa.

Il Califfo omayyade ʿUthmān b. ʿAffān gli chiese di intercedere affinché la sorella di Hind, Nāʿila bt. al-Farafiṣa, accettasse la sua proposta di matrimonio che infatti ebbe luogo poco tempo dopo.
Ai Banū Kalb appartenne anche Maysūn bint Baḥdal, moglie del primo Califfo omayyade di Damasco, Muʿāwiya b. Abī Sufyān, e figlia del sayyid della tribù, sposata da Muʿāwiya all'incirca nello stesso periodo in cui Nāʿila andava sposa a ʿUthmān.

Anche l'unico figlio di Muʿāwiya e di Maysūn, Yazīd I, sposò un'appartenente alla tribù dei Banū Kalb - Fākhita bt. Abī Hāshim b. ʿUtba, soprannominata per la sua statura e avvenenza Ḥabba (Chicco) - che, rimasta vedova di Yazīd, andrà più tardi sposa al Califfo Marwān b. al-Hakam, da lei poco più tardi forse ucciso nel sonno (soffocandolo col cuscino), allorché si accorse che il marito non manteneva la promessa di designare come suo successore uno dei suoi due figli (Khālid e ʿAbd Allāh), fratelli assai più giovani di Muʿāwiya II, morto in giovane età dopo appena due mesi di regno, preferendo loro suo figlio ʿAbd al-Malik.